# NB-2
Le NB-2 est un système d'arcade destiné aux salles d'arcade, créé par Namco en 1994.

## Description
Namco lance en 1994 le NB-2 qui utilise la même architecture et le matériel (puce et processeur) que le NA-1 (sortit un an plus tôt). La principale variante entre les deux systèmes réside dans le nombre de circuits imprimés.
Sur cette pcb unique, Namco place un Motorola 68EC020 en guise de processeur principal. Des processeurs secondaires sont utilisés, des puces custom de chez Namco (C329, C137). Le système possède des puces graphiques custom Namco (123, 145, 156, C116, C355, 187, C347). Le son est géré par une nouvelle révision du Mitsubishi M37702 16 bit modifié appelé C75, ainsi qu'un C351 (Namco custom). Ce système utilise également une puce sonore supplémentaire, une Namco C352. Une autre puce Namco custom s'occupe des contrôles (C160),.
Le début et l'arrêt de l'exploitation du NB-2 n'a duré que deux ans pour deux jeux, durant même la vie du NB-1.

## Spécifications techniques

### Processeurs
- Processeur principal : Motorola 68EC020 cadencé à 24,192 MHz
- Processeur secondaire : Namco C329, C137

### Vidéo
- Puces graphiques :
  - 123, 145, 156, C116, C355, 187, C347
- Résolution :
  - 288 × 244
  - 244 × 288
- Palette de 8192 couleurs

### Audio
- Processeur son :
  - C75 : Mitsubishi M37702 modifié avec bios interne cadencé à 16,128 MHz
  - Namco C351
    - 32 canaux
    - 42 kHz stéréo 8-bit linéaire et 8-bit muLaw PCM
    - 4 canaux de sortie
- Puce audio : Namco Custom C352 cadencé à 16,128 MHz
- Capacité audio : Stéréo

## Liste des jeux
| Titre                            | Développeur | Éditeur | Système | Genre | Date |
| -------------------------------- | ----------- | ------- | ------- | ----- | ---- |
| Mach Breakers: Numan Athletics 2 | Namco       | Namco   | NB-2    |       | 1995 |
| Outfoxies                        | Namco       | Namco   | NB-2    |       | 1994 |